# Стрельцова (річка)
Стрельцова — річка в Україні, у Новоархангельському районі Кіровоградської області, права притока Маломужову (басейн Південного Бугу).

## Опис
Довжина річки приблизно 9 км.

## Розташування
Бере  початок у лісі Зелена Брама на південному заході від Нерубайки. Тече переважно на південний схід і у Левківці впадає у річку Маломужів, праву притоку Синюхи. 
Річку перетинає автомобільна дорога Т 2415.